# Portada/efemèride gener 27
Daguerrotip de Friedrich Schelling.
« 26 de gener · 27 de gener · 28 de gener »